# Vzhodni Pakistan
Vzhodni Pakistan je bila nekdanja provinca Pakistana, ki je obstajala med letoma 1955 in 1971. Nasledila je nekdanjo provinco Vzhodno Bengalijo, danes pa je pokrajina samostojna kot država Bangladeš. 